# Anges musiciens (National Gallery)
Vous lisez un « article de qualité » labellisé en 2019.  Il fait partie d'un « thème de qualité ».
Pour les articles homonymes, voir Anges musiciens.
Les Anges musiciens désignent deux tableaux réalisés à la fin du xve siècle afin d'encadrer celui de La Vierge aux rochers de Léonard de Vinci. Ils ont pour fonction d'orner les panneaux latéraux du retable de l'Immaculée Conception, créé pour la décoration d'une chapelle de l'église Saint-François-Majeur de Milan. Séparés tout à la fin du XVIIIe siècle de leur retable d'origine, ils sont conservés depuis 1898 à la National Gallery à Londres.
Les deux tableaux sont datés entre 1495 et 1499. Le premier s'intitule Ange musicien en vert jouant de la vièle ; il est depuis longtemps attribué au peintre italien de la Renaissance Giovanni Ambrogio de Predis, mais la recherche récente montre qu'il pourrait plutôt être dû à Francesco Napoletano, l'un des élèves de Léonard de Vinci. Le second, nommé Ange musicien en rouge jouant du luth, est généralement attribué à Ambrogio de Predis. L'influence de Léonard de Vinci est patente dans le traitement de ces sujets classiques.
Les deux tableaux sont certes décrits par des documents contemporains à leur création mais ceux-ci ne le font qu'indirectement car ils concernent principalement La Vierge aux rochers. Aussi demeurent-ils objets de spéculations pour les chercheurs quant à leur statut de première ou seconde version de l'œuvre, leur création, leur attribution, leur datation, leur disposition exacte sur le retable et les raisons qui ont poussé à leurs modifications au cours du temps — notamment pour ce qui concerne la couleur du fond.

## Description

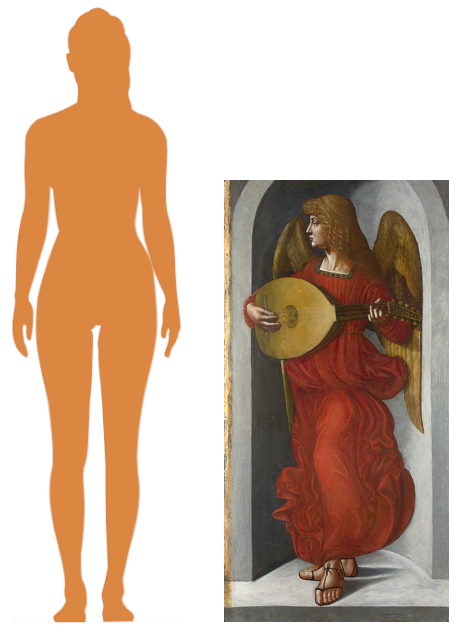
Comparaison indicative de tailles entre une femme de stature moyenne (165 cm) et le tableau de l’Ange en rouge.

Les deux tableaux sont portés sur un support identique : des panneaux de peuplier. Tous deux utilisent le même médium : de la peinture à l'huile de noix. Leurs dimensions, très proches, sont de 117,2 × 60,8 cm pour l’Ange musicien en vert et de 118,8 × 61 cm pour l’Ange musicien en rouge.
Les deux panneaux présentent de nombreuses similitudes : chacun comporte un seul personnage exposé en pied, qui se tient dans une niche en trompe-l'œil proposant les mêmes dégradés de gris. Les personnages se tiennent en appui sur leur jambe droite et avancent leur pied gauche vers le spectateur. Des ailes s'ouvrent légèrement dans leur dos, qui indiquent leur nature d'ange. Les cheveux longs et bouclés, ils sont vêtus d'une longue robe de couleur dont le col est rond pour l'un et carré pour l'autre. Chacun tient un instrument de musique dont il semble jouer. Leurs différences tiennent dans l'instrument duquel ils jouent, leur posture pour le faire ainsi que l'aspect et la position de leur tête. Ainsi, l'ange en vert joue de la lira da braccio ; il semble frotter l'archet sur les cordes. Il incline la tête vers son instrument selon un port identique à celui de la Vierge dans La Vierge aux rochers de Léonard de Vinci. L'ange en rouge joue du luth ; sa main pince les cordes de l'instrument. Son visage, vu de profil, est tourné vers la gauche du spectateur.

## Historique

### Attributions
Les chercheurs s'accordent pour considérer que les deux panneaux sont issus de l'atelier de Léonard de Vinci : en effet, ils se rapprochent du style que le maître déploie dans la version londonienne du panneau central du retable (La Vierge aux rochers) ; par ailleurs, les trois panneaux du retable témoignent de procédés techniques similaires — utilisation des doigts par exemple pour la finition des contours des figures — qui, pour certains, sont à l'origine de problèmes identiques — telles des craquelures de la couche picturale apparaissant dès le processus de séchage. 
Plus précisément, la tradition a longtemps estimé que les deux tableaux étaient de la seule main de Giovanni Ambrogio de Predis puisque ce dernier fait partie des trois artistes désignés dans le contrat de commande, chacun ayant un rôle identifié par les historiens de l'art : à Léonard de Vinci le panneau central du retable, à Evangelista de Predis les dorures et à son frère Ambrogio les deux panneaux latéraux. Pourtant, de nombreux indices stylistiques et techniques tendent à montrer que les deux œuvres, malgré leurs grandes similarités visuelles, sont issues de deux mains différentes. Ainsi l'attribution de l'Ange musicien en rouge bénéficie d'un consensus en faveur de Giovanni Ambrogio de Predis,. De son côté, si l'Ange musicien en vert a été longtemps attribué à ce même peintre, des recherches conduites à la fin du XXe siècle l'attachent désormais beaucoup plus sûrement à Francesco Napoletano, un élève de Léonard de Vinci. En effet, les caractéristiques techniques visibles par la seule imagerie scientifique, telle la proportion très différente entre les couleurs et le noir pour le rendu de la peau par exemple, indiquent que le tableau est probablement dû à un autre artiste que celui qui a créé l'Ange musicien en rouge. Par ailleurs, des comparaisons techniques et stylistiques avec les créations de la même période de Napoletano, comme une Vierge à l'Enfant (aujourd'hui conservée à l'Académie des beaux-arts de Brera à Milan) ou La Vierge et l'Enfant avec Saint Sébastien et saint Jean le Baptiste (aujourd'hui conservé à Zurich), tous deux datés de la fin des années 1480, conduisent à ce peintre. Enfin, l'hypothèse d'un autre disciple de Léonard de Vinci, Marco d'Oggiono, est parfois évoquée mais sans convaincre.

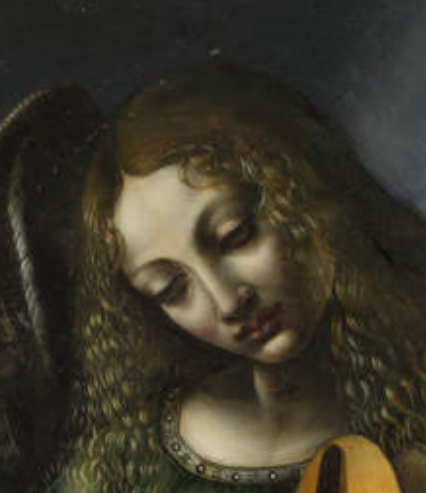
Détail de l'ange en vert.
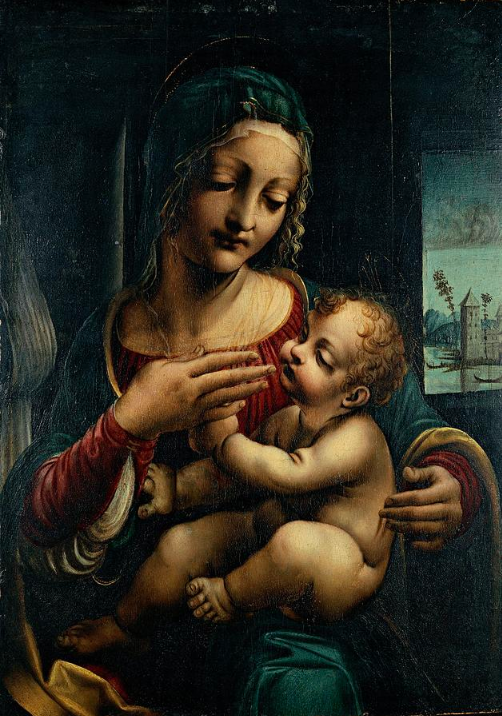
Francesco Napoletano, Vierge à l'Enfant, fin des années 1480, Milan, Académie des beaux-arts de Brera.

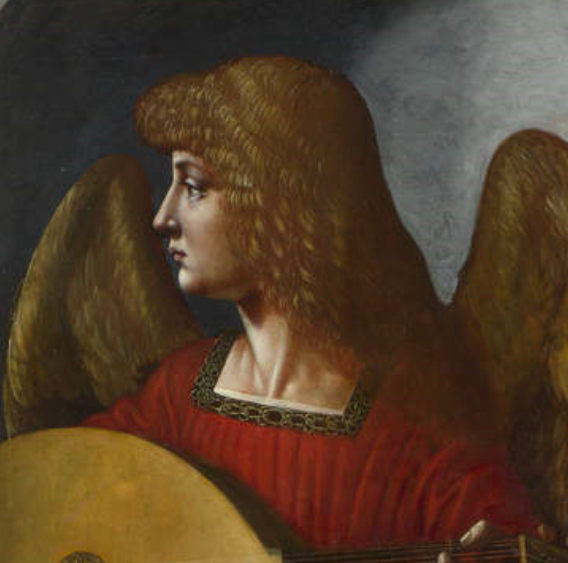
Détail de l'ange en rouge.
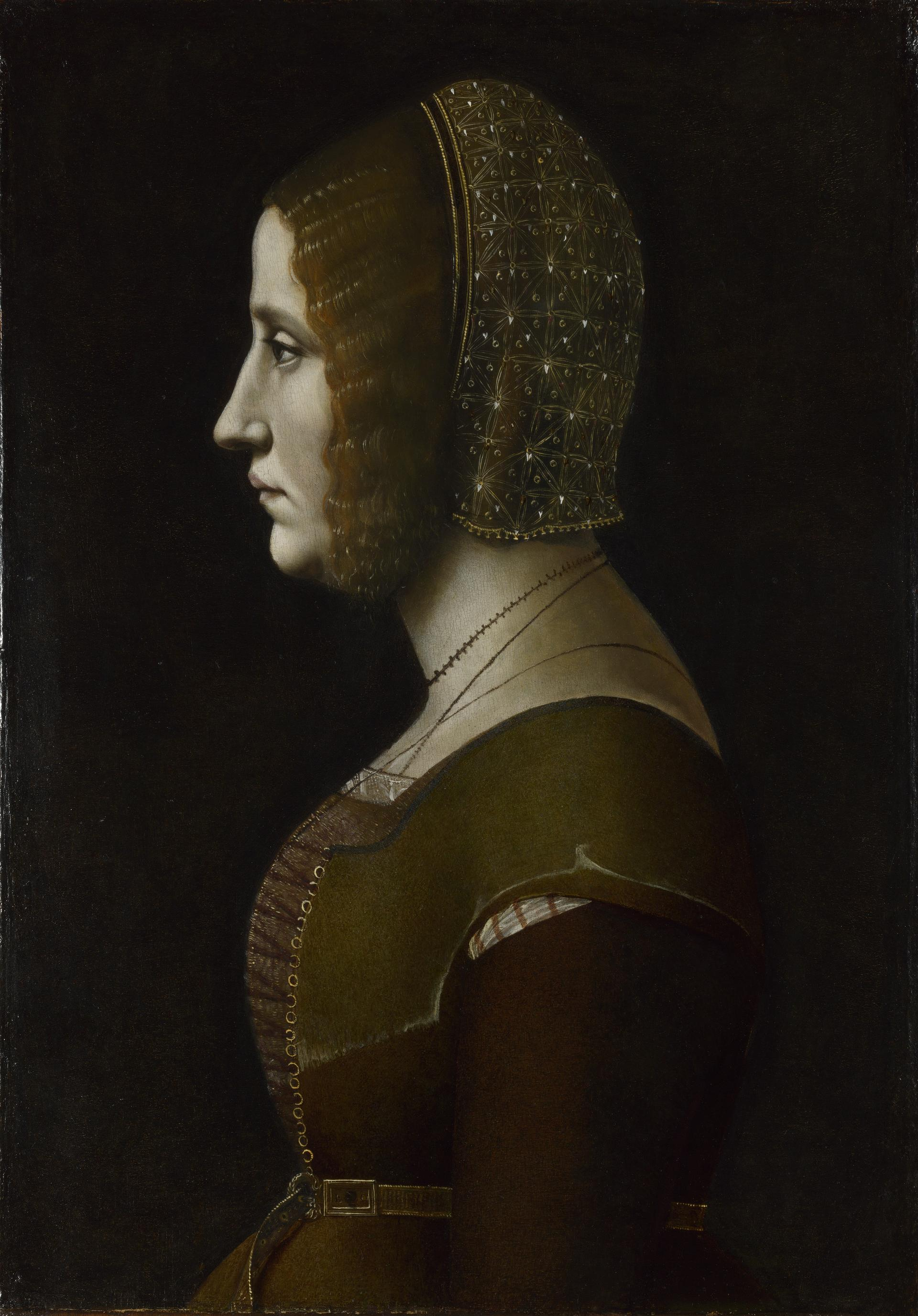
Ambrogio de Predis, Portrait de jeune femme de profil, entre 1495 et 1499, Londres, National Gallery.

### Titres

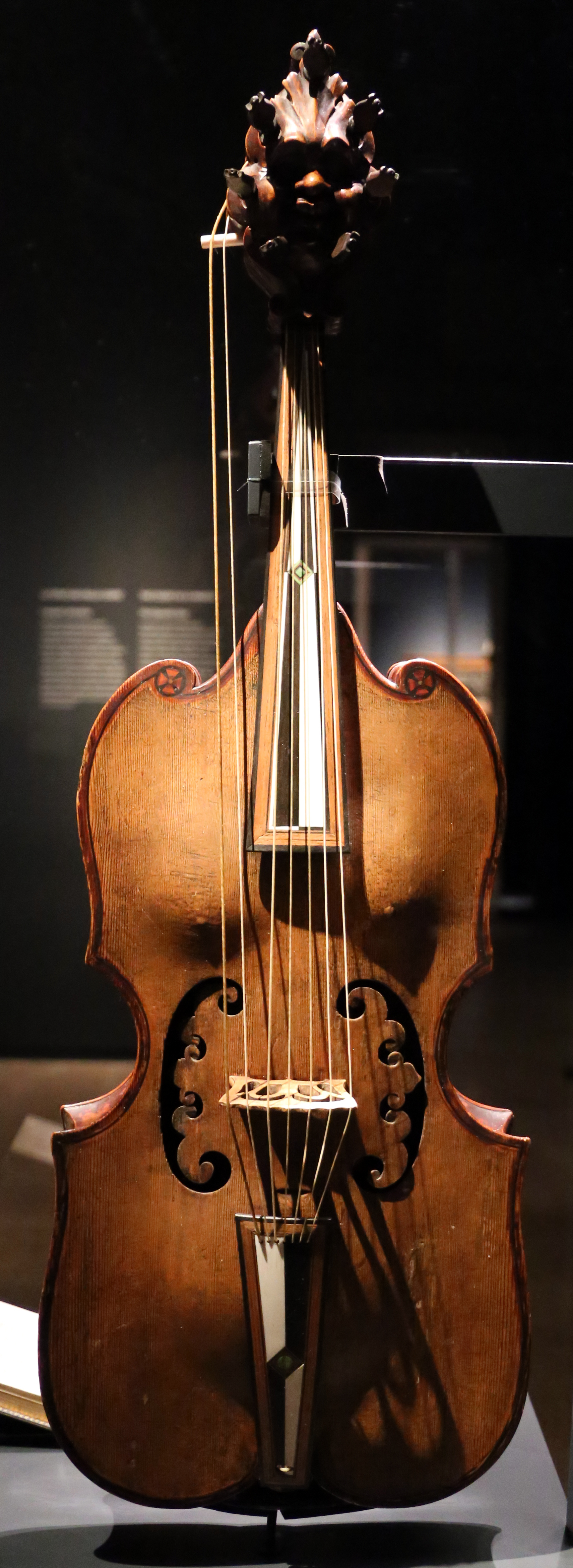
L'instrument joué par l'ange en vert : une lira da braccio.

Les titres modernes des œuvres correspondent à leur description. Ils sont établis dans l'ensemble de la littérature scientifique en Ange musicien en rouge jouant du luth et Ange musicien en vert jouant de la vièle. Néanmoins, concernant ce dernier tableau, la plupart des historiens de l'art spécialisés en peinture identifient incorrectement l'instrument joué par l'ange avec une vièle alors qu'il joue de la lira da braccio. Bien qu'il devrait être Ange musicien en vert jouant de la lira da braccio, c'est donc un titre qui s'est imposé de façon impropre, aussi bien en français qu'en anglais.

### Datation
Il est raisonnable de penser que les deux tableaux ont été concomitamment élaborés entre 1495 et 1499 même si cela contredit pour partie l'estimation de la National Gallery qui date l'ange en vert entre 1490 et 1499. 
Certes, au plus tôt, et en tenant compte de la phase préparatoire de production des œuvres, les deux tableaux sont créés à partir de 1490 car ils s'inspirent nettement de la version londonienne de La Vierge aux rochers qui elle-même est datée entre 1491 et 1499 (puis, après une pause de quelques années, entre 1506 et 1508). Mais plus précisément, il est admis que l'Ange musicien en vert s'inspire de la figure de Jean l'évangéliste de La Cène (1495-1498, Milan, Église Santa Maria delle Grazie) dont la création remonte à partir de 1495,. De plus, Ambrogio de Predis ne rentre d'Innsbruck, où il se trouvait en compagnie de Francesco Napoletano à l'invitation de Blanche-Marie Sforza, qu'en juillet de cette année,. Enfin, l'analyse technique indique clairement que les deux panneaux ont été créés en même temps et exclut donc des créations à plusieurs années de distance comme cela a pu être soutenu. 
Par ailleurs, cette création ne peut avoir lieu après 1501, date de la mort de Francesco Napoletano, auteur putatif de l'Ange musicien en vert.
Néanmoins, certains auteurs, minoritaires, retardent fortement la création des deux panneaux : ils s'appuient notamment sur l'hypothèse selon laquelle Giovanni de Predis se serait inspiré du portrait d'Isabelle d'Este réalisé par Léonard de Vinci et qui date de 1499-1500 pour créer l'Ange musicien en rouge. Ils en estiment ainsi la création à 1506-1508, soit durant la période finale de la production de La Vierge aux rochers,.

### Contexte de création et commande initiale
La création des panneaux des Anges musiciens s'inscrit dans le cadre de la décoration d'un retable, le retable de l'Immaculée Conception, lui-même pièce maîtresse d'une chapelle nouvellement bâtie, entre 1475 et 1480, au sein de l'église Saint-François-Majeur de Milan. En 1482, le sculpteur sur bois Giacomo del Maino (avant 1469 - 1503 ou 1505) livre ainsi une structure de grandes dimensions qu'il reste à décorer. Trois artistes sont alors mandatés afin d'en assurer la dorure du bois de charpente et des parties sculptées ainsi que la peinture sur les panneaux : ce sont les frères Evangelista et Ambrogio de Predis et Léonard de Vinci,. C'est Ambrogio qui est chargé de la création des deux panneaux consacrés aux anges musiciens, très certainement sous la supervision de Léonard,. Selon toute hypothèse, ces deux tableaux sont destinés à encadrer celui qui prendra beaucoup plus tard le nom de Vierge aux rochers,. Selon les prescriptions indiquées par le contrat de commande, chaque panneau doit alors comporter quatre anges, les uns chantant, les autres jouant de la musique. Mais finalement, ils ne comportent chacun qu'un seul ange musicien : l'ange de gauche joue de la lira da braccio et celui de droite joue du luth.

### Commanditaire et cheminement des œuvres

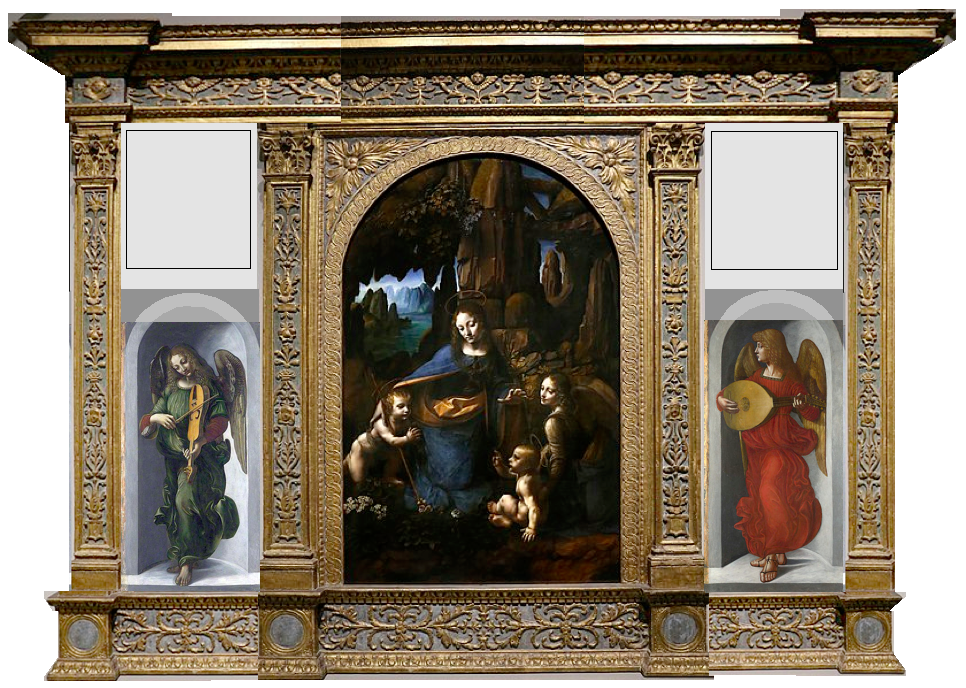
Proposition de reconstitution du retable de l'Immaculée Conception (à partir des œuvres conservées à la National Gallery).

Le commanditaire de l'œuvre est la confrérie de l'Immaculée Conception, une confrérie laïque milanaise se rattachant à l'église Saint-François-Majeur de Milan (en italien : San Fransesco Grande) : un contrat est signé devant notaire le 25 avril 1483 entre la confrérie d'une part et, d'autre part, Léonard de Vinci et les portraitistes et miniaturistes, les frères Evangelis et Giovanni Ambrogio de Predis. La date contractuelle d'échéance de livraison des deux panneaux est la même que le panneau central, La Vierge aux rochers, soit le 8 décembre 1483,.
Néanmoins, les commanditaires étant insatisfaits de la création de Léonard de Vinci, celui-ci se voit dans l'obligation de vendre sa première production et d'en produire une seconde à partir du début des années 1490. Une difficulté d'identification et donc de datation des deux panneaux latéraux surgit dès lors, car il est très probable qu'ils aient connu un sort identique et que ceux qui sont actuellement conservés à la National Gallery ne soient pas ceux qui ont été originellement peints pour le retable. En effet, à l’instar de la version de Londres de La Vierge aux rochers qui a pris la place de celle du Louvre sur le retable, ils pourraient constituer la seconde version d'une première aujourd'hui perdue, et dont il est possible qu'ils aient été cédés à celui qui a acheté la première version du panneau central. Quoi qu'il en soit, ce serait bien les deux panneaux que nous connaissons qui sont exposés au plus tard en 1503 au sein du retable avec la seconde version de la Vierge aux rochers.
1781 marque la séparation des œuvres composant le retable de l'Immaculée Conception puisque La Vierge aux rochers est vendue à un collectionneur anglais : de fait, un témoignage datant de 1798 indique que les Anges musiciens sont encore à leur place dans le retable et encadrent le vide laissé par le tableau de Léonard de Vinci. Après la création de la République cisalpine par le général Bonaparte, ils sont mis sous séquestre dans le « Fonds de la religion de la République Cisalpine » (en italien : Fondo di religione della Republica Cisalpina) pour être vendus en 1802, peu avant sa mort, au collectionneur d’art Giacomo Melzi. En 1898, son descendant, Giovanni Melzi d'Eril, les vend à la National Gallery où ils demeurent depuis.

### Modifications et état de conservation
Après leur création, les deux panneaux ont subi des modifications dans leurs dimensions : agrandissement dans la largeur — et repeint en conséquence — et, au contraire, réduction de la hauteur. Il semble notamment que leurs parties supérieures devaient posséder originellement une forme en arche comme le présente le panneau central de La Vierge aux rochers. Enfin, il apparaît depuis des études conduites en 1975 que les fonds apparaissant actuellement sous la forme de niches grises sont des repeints : derrière l'Ange musicien en vert s'étalaient deux masses, une verte surmontée d'une autre bleutée, correspondant certainement à un paysage, l'huisserie correspondant certainement à une ouverture, comme une baie en forme d'arcade ; et l'arrière-plan de l'Ange musicien en rouge présentait une niche dont la couleur rosâtre se voulait une imitation de pierre rouge-brun.
Les panneaux présentent un état moyen de conservation. En effet, leurs surfaces picturales apparaissant en gris présentent des problèmes d'adhérence puisque ces zones sont des repeints qui ont été effectués sur une couche de vernis sale. Par ailleurs, d'autres zones ont subi des complications liées à leur séchage pendant leur création, ce qui est à l'origine de craquelures situées notamment dans les zones les plus sombres ainsi que les draperies ; cela apparaît plus particulièrement sur le panneau de l'Ange musicien en rouge, sur une large zone de repentir correspondant à la caisse de résonance du luth et au bras du personnage.

## Création

### Processus de création
Les chercheurs considèrent que les deux peintres ont fondé leur travail sur l'utilisation d'un modèle identique : en effet, les corps des deux personnages sont très proches par leur taille, leur pose et les drapés qu'ils soutiennent ; plus révélateur, bras droits et épaules se superposaient avant le déplacement en cours de création du bras de l'ange en rouge comme le montre l'analyse par imagerie scientifique.
Le dessin sous-jacent de chaque œuvre indique l'utilisation de deux techniques très différentes, confirmant par là que les œuvres sont bien de deux peintres : ainsi, le créateur de l'ange en vert a utilisé un carton, procédé technique où le peintre transfère son dessin sur le support préparé en le piquant avec des aiguilles ; quant à l'ange en rouge, le peintre a utilisé une grille, visible par réflectographie, puis a reproduit le dessin à main levée. 
L'analyse radiographique montre que les deux tableaux ont été créés en deux temps distincts : création des corps des personnages puis création de leur tête. Une comparaison entre les dessins sous-jacents des différentes zones montre en effet qu’une attention et une minutie particulières ont été portées sur la tête dans chaque œuvre : les chercheurs en déduisent que des études distinctes ont été produits pour ces zones, sans que cela n'implique forcément que ces parties soient de mains différentes,.
Enfin l'analyse par réflectographie infrarouge réalisée par le laboratoire de la National Gallery fait apparaître une large zone de repentir sur le panneau de l'Ange musicien en rouge : en effet, la caisse de résonance du luth ainsi que le bras du personnage ont été excentrés vers le bord du tableau.

### Influences

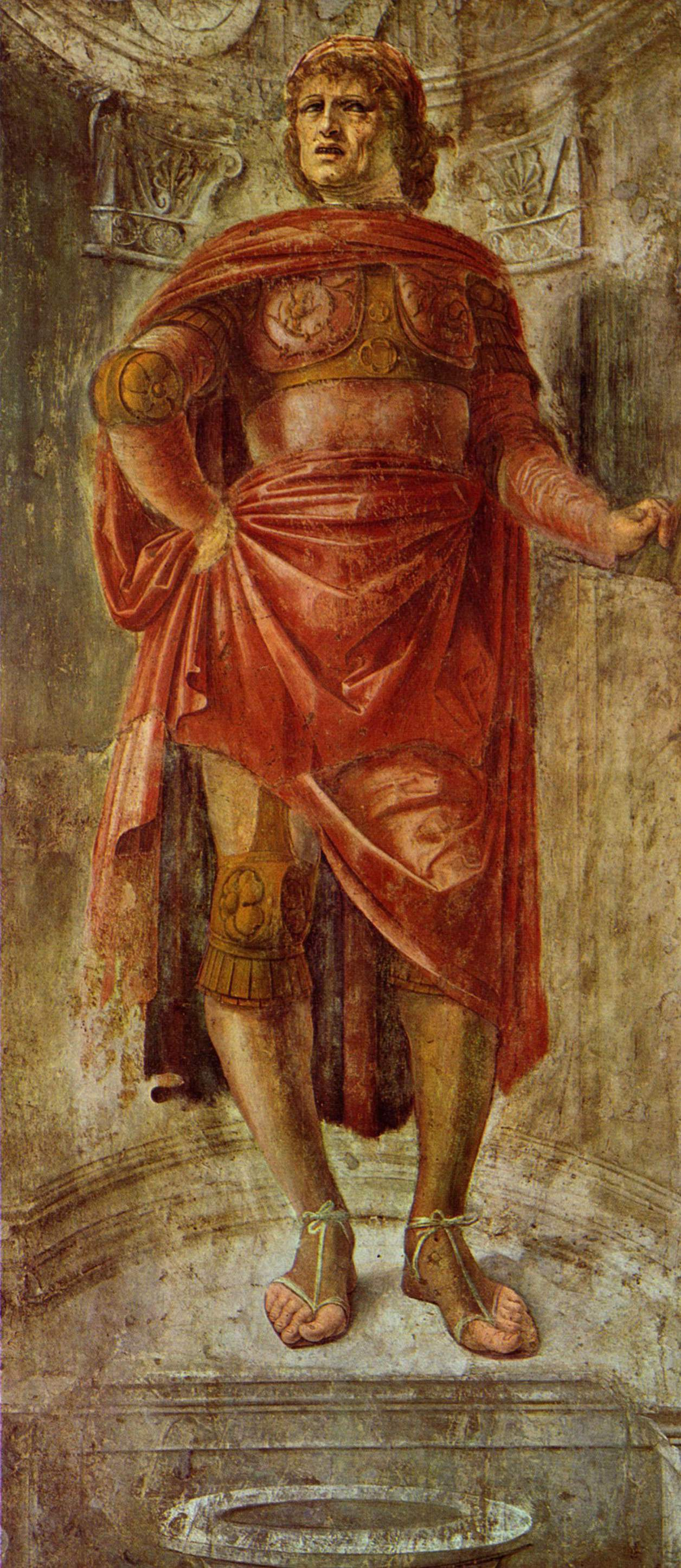
Bramante, Homme à l'épée issu de la série de fresques des Hommes d'armes, 1486-1487, Milan, pinacothèque de Brera.

En tant que représentations de figures vues en pied et situées au sein de niches, les Anges musiciens s'inspirent nettement de l'angle de vue, de l'attitude et de la situation des personnages de la série de fresques des Hommes d'armes peintes par Bramante à peine quelques années plus tôt, en 1486-1487.
Par ailleurs, les tableaux bénéficient de la forte influence d'œuvres de Léonard de Vinci et plus particulièrement de la version de la National Gallery de La Vierge aux rochers, comme l'indiquent leur style, leur facture mais aussi le fait que leurs figures offrent une plus grande cohérence dans l'échelle des proportions avec celles de cette seconde version. De fait, les deux œuvres sont créées selon toute vraisemblance sous la supervision de Léonard : le choix de représenter une lira da braccio plutôt qu'une vièle pourtant plus courante peut ainsi en constituer la confirmation, le maître étant décrit par son biographe Giorgio Vasari dans ses Vite comme un excellent joueur de l'instrument ; l'existence de défauts techniques similaires aux productions de Léonard (en particulier des craquelures ou des agglomérats) l'attesterait également.
En ce qui concerne l'Ange musicien en vert, son visage et son port de tête (angle formé par le cou et rotation de la tête par rapport aux épaules) reprennent très nettement la manière du maître florentin : ils sont très proches de ceux de la Vierge de la version londonienne de La Vierge aux rochers, ; de la même manière, ils se retrouvent chez Jean l'évangéliste dans La Cène.

Portraits servant de modèles pour le visage de l’Ange en vert.
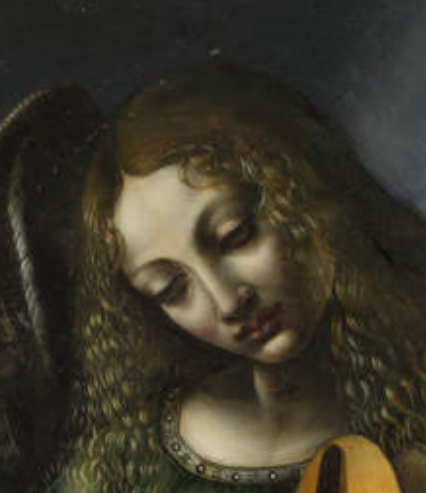
Détail sur le visage de l'ange en vert.
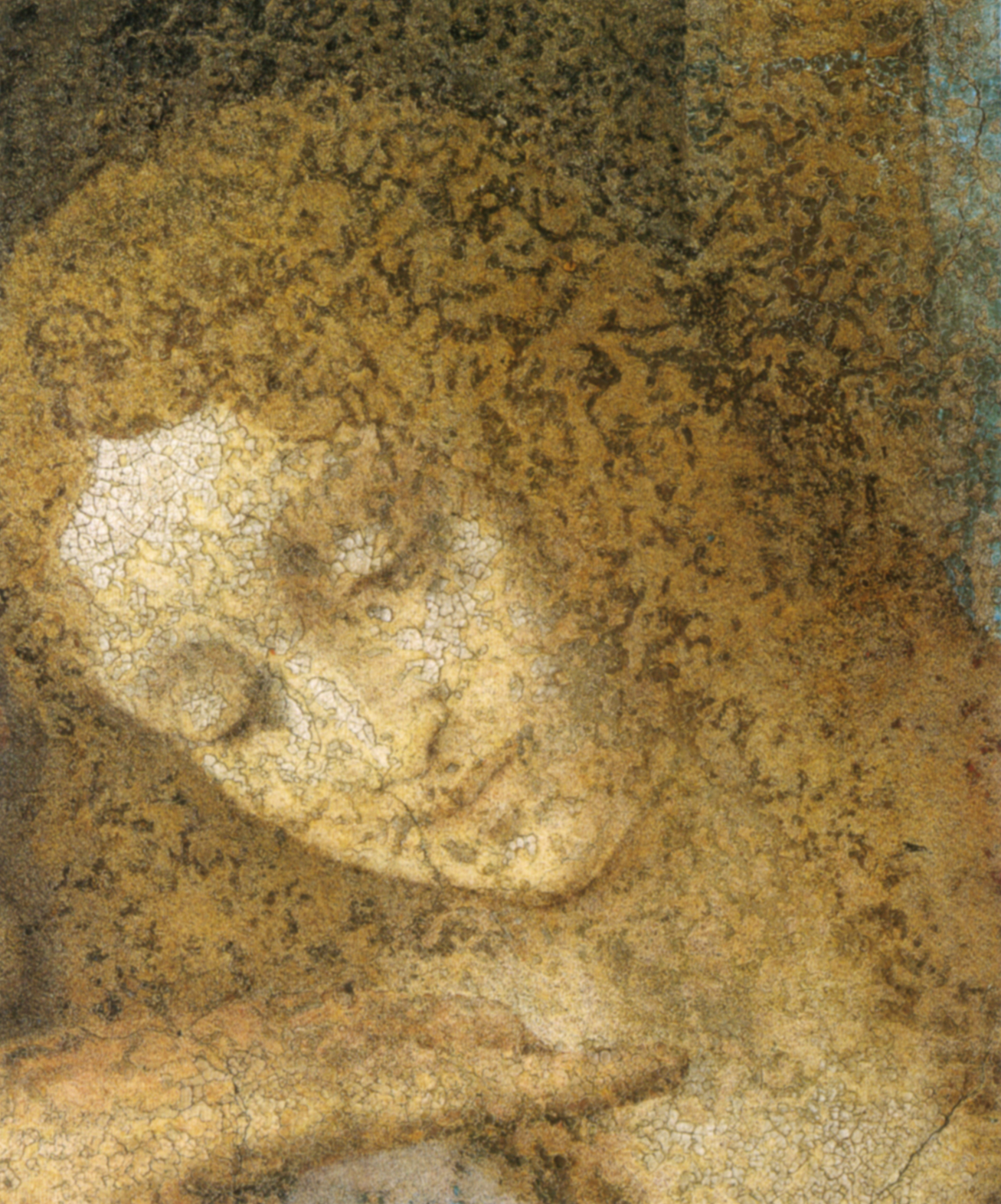
Jean l'évangéliste dans La Cène (détail, Léonard de Vinci, 1495-1498, Milan, réfectoire du couvent de l'église Santa Maria delle Grazie).
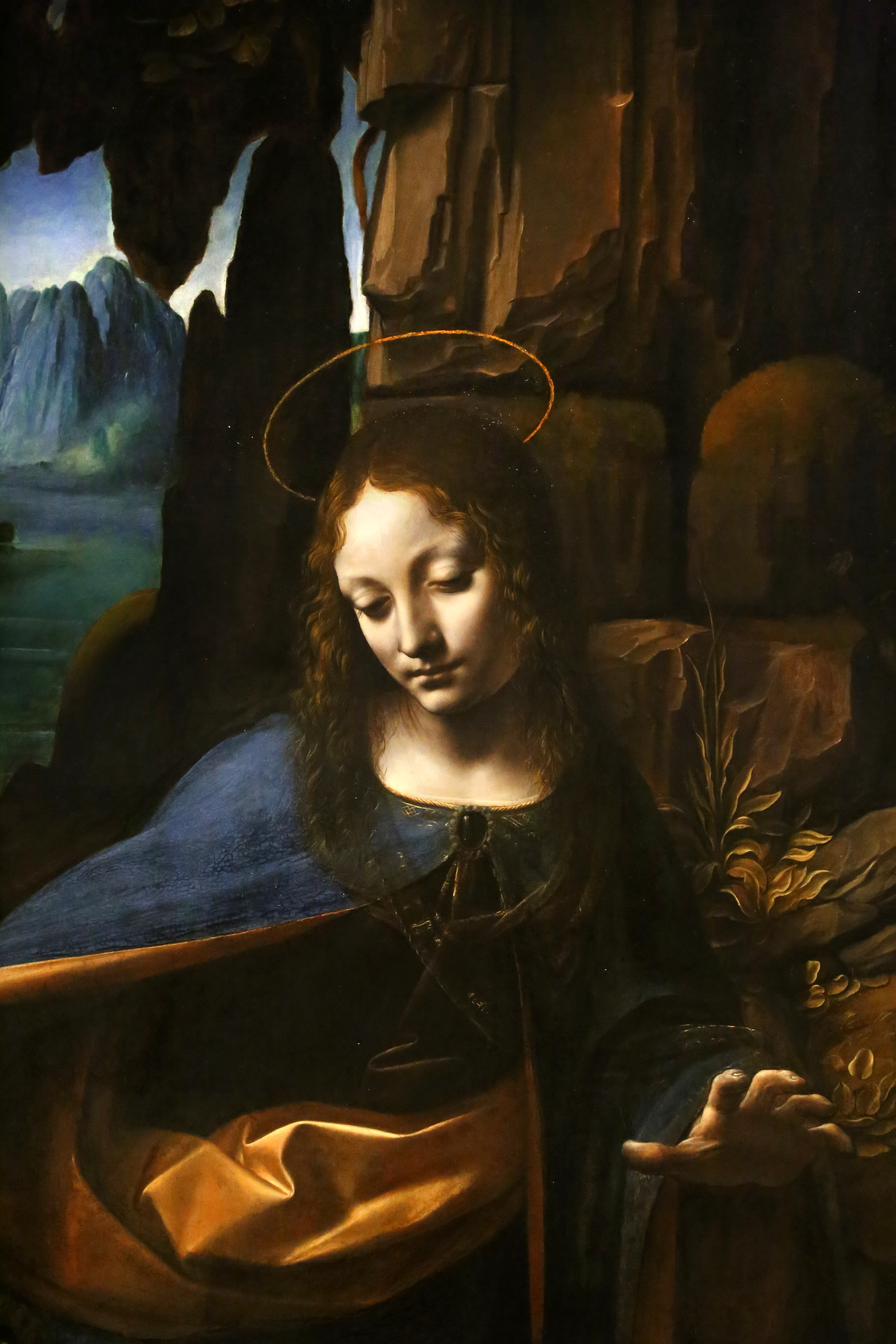
La Vierge de la version londonienne de La Vierge aux rochers (détail, Léonard de Vinci, 1491-1499 puis 1506-1508, Londres, National Gallery).

De la même manière, selon certains auteurs, il se pourrait que la source d'inspiration pour le portrait de l'Ange musicien en rouge soit le Portrait d'Isabelle d'Este de Léonard de Vinci : une même vue de profil du visage, une position des épaules identique, un mouvement semblable de la masse de la chevelure sur la tête et les épaules et la même frange bombée sur le front de l'ange reprenant le contour d'un voile, aujourd'hui invisible sur le portrait… Enfin, la trace d'un quadrillage sur la surface préparatoire au tableau tend à confirmer la possibilité que le visage de l'ange constitue la reproduction par agrandissement d'échelle d'un portrait déjà exécuté, comme c'est le cas du tableau inachevé de Léonard de Vinci. Néanmoins, cette hypothèse conduit à repousser la date de création de l'ange en rouge après 1500, datation que les recherches actuelles tendent à infirmer.

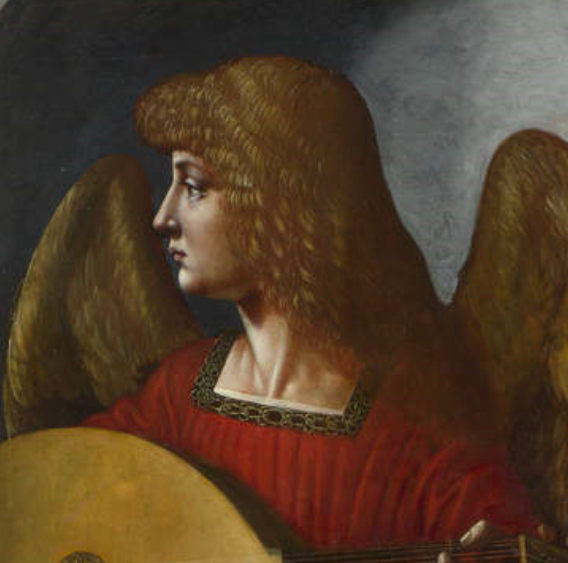
Détail de l'ange en rouge.
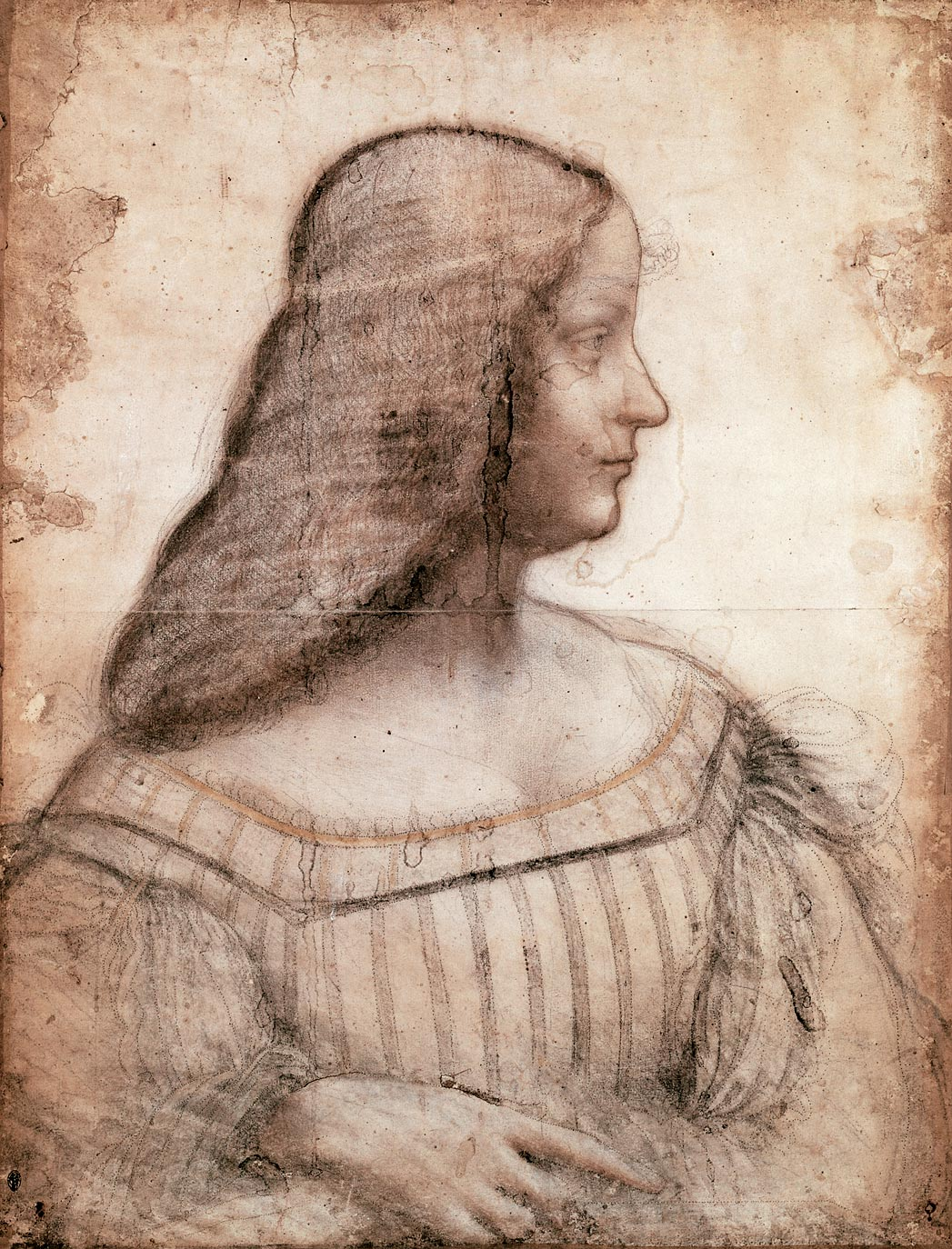
Portrait d'Isabelle d'Este (Leonard de Vinci, 1500, Paris, musée du Louvre, n° d'inventaire MI 753).

## Analyse

### Traitement des figures
Bien qu'ils bénéficient très vraisemblablement de l'assistance de Léonard de Vinci, les deux peintres créateurs des panneaux ne soutiennent pas la comparaison avec les productions du maître. Par opposition à celles présentes dans La Vierge aux rochers, les deux figures sont en effet décrites comme « rigides et angulaires », leurs contours sont plus marqués et les drapés de leurs vêtements sont « stylisés et plats » : le contraste est ainsi net entre le visage de l'ange en vert et celui de son modèle, la Vierge, aux ombres plus douces et subtiles, confirmant dans cette dernière une plus grande maîtrise de la technique du sfumato. De fait, les deux panneaux sont considérés par les critiques d'art comme très peu innovants du point de vue iconographique au contraire de La Vierge aux rochers.
Les deux personnages diffèrent entre eux par les couleurs employées, notamment dans le rendu des chairs : les tons sont plus chauds dans l'ange en rouge que de l'ange en vert car le peintre y emploie plus volontiers du rose-brun et moins le noir que son collègue.

### Une représentation dans le cadre d'une tradition

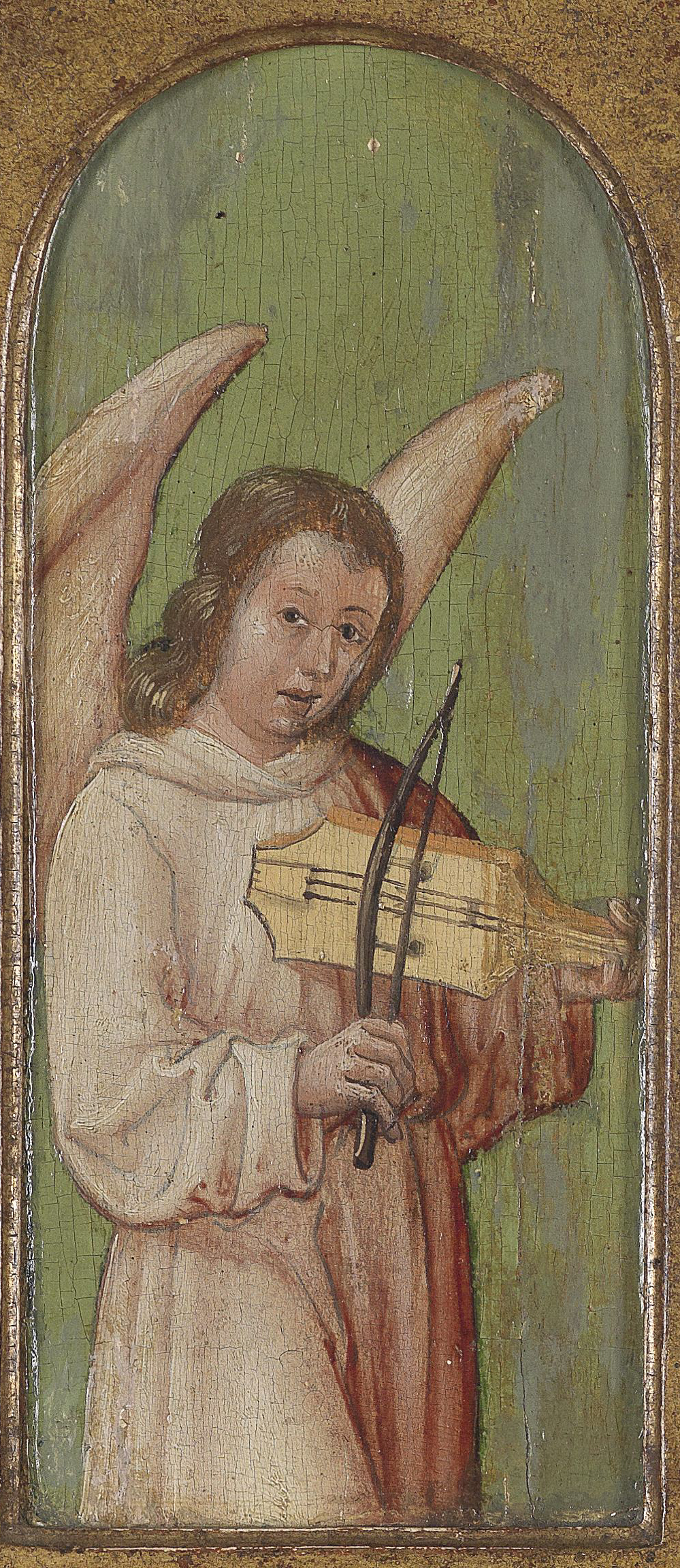
Maître Niederdeutscher, Ange jouant de la vièle, XVe siècle.
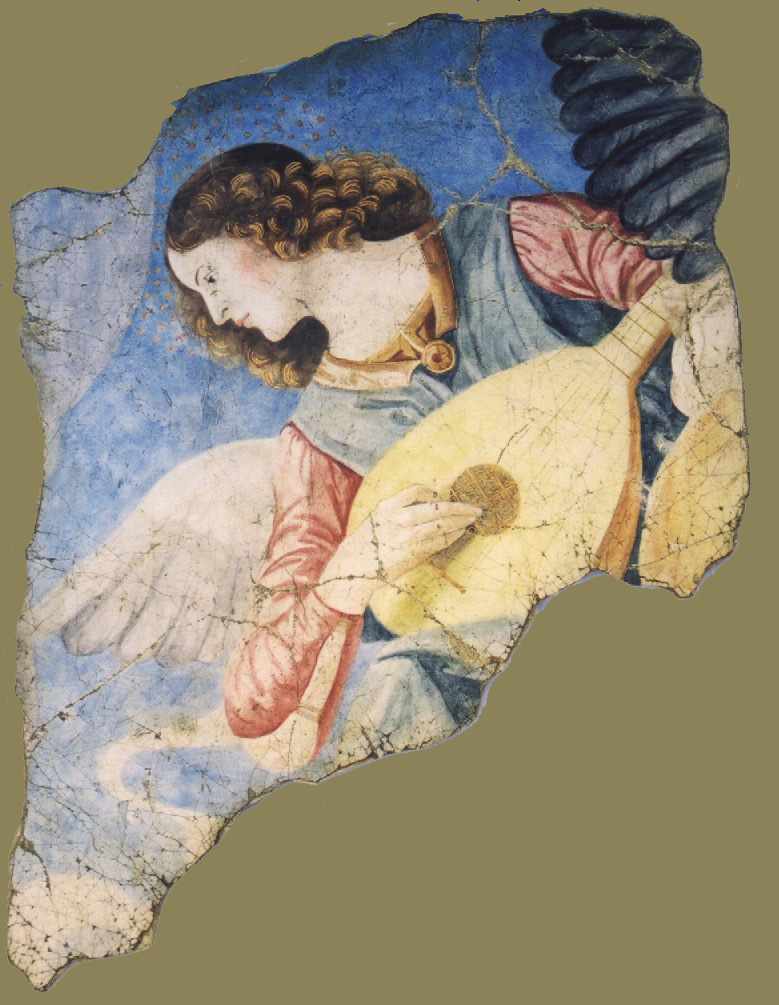
Melozzo de Forlì, Ange jouant du luth, vers 1472, Rome, Pinacothèque vaticane.

Les deux tableaux présentent chacun un ange qui joue de la musique : ils se placent ainsi dans la continuité d'une tradition d'une représentation médiévale, celle des anges musiciens. La figure de l'ange musicien remonte au XIIIe siècle. Elle évolue au cours des siècles pour proclamer la gloire d'une figure illustre de la Bible, telle la mère de Dieu qu'est la Vierge Marie. Ainsi, ils apparaissent quand ils concernent Marie dans le cadre d'événements significatifs de sa vie : Annonciation, Vierge à l'Enfant, Assomption ou Couronnement. Entre autres, le luth et la vièle constituent des instruments privilégiés tandis que la lira da braccio est un instrument beaucoup plus rare.

### Le mystère de la paire mal assortie

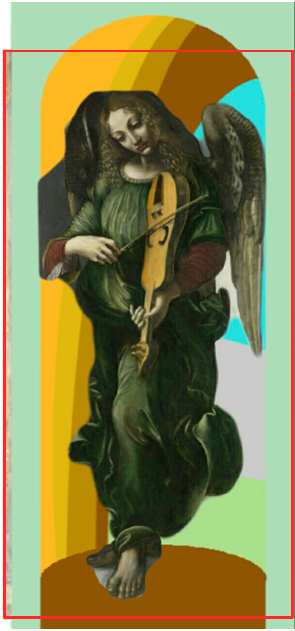
Ange musicien en vert jouant de la vièle.
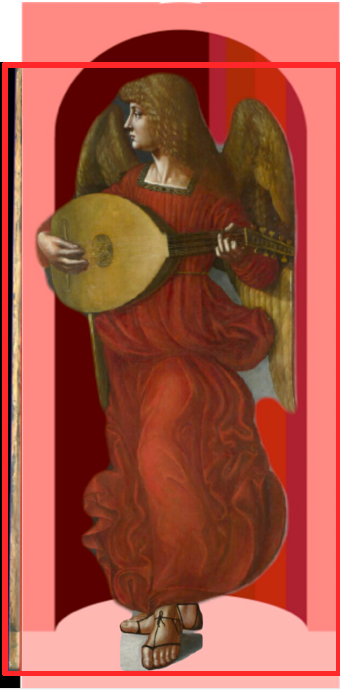
Ange musicien en rouge jouant du luth.

Des analyses conduites en 1974 et confirmées par une étude récente à l'aide de la réflectographie par infrarouge montrent que les panneaux ont subi une profonde modification des couleurs du fond : l'Ange musicien en vert jouant de la vièle présentait en arrière-plan une baie dont l'encadrement était vert et ouvrait sur un paysage aux couleurs vertes et bleues ; quant à l'Ange musicien en rouge jouant du luth, l'arrière-plan formait une niche de couleur rougeâtre imitant certainement la pierre. Or, les œuvres ont subi un repeint en gris sans doute destiné à uniformiser les couleurs. D'après l'hypothèse de Rachel Billinge, Luke Syson et Marika Spring, comme les panneaux surplombaient celui de La Vierge aux rochers, l’éclat de leurs teintes ne pouvait détonner avec lui ; en revanche, une fois déplacés de part et d’autre, se révélait un contraste si flagrant qu’un repeint dans des couleurs neutres s’imposait.
Dès lors, se posent plusieurs questions : pourquoi ce choix initial de couleurs considérées comme mal assorties ? Donne-t-il une indication sur la disposition des panneaux situés au-dessus de celui de La Vierge aux rochers, comme l'affirment les historiens de l'art de la National Gallery ? Finalement, les dernières recherches posent plus de questions qu'elles n'apportent de réponses.

## Postérité
Certainement considérés comme des œuvres mineures du temps même de leur création, les deux panneaux des Anges musiciens ne connaissent pas la fortune du panneau qu'ils encadraient : ils ne font donc l'objet que d'une copie connue, dans le cadre de celle effectuée minutieusement sur La Vierge aux rochers par Andrea Bianchi dit « il Vespino » et datée vers 1611-1614. Il est toutefois possible qu'une seconde copie ait existé dans l'église Santa Maria della Passione à Milan. Quoi qu'il en soit, ces deux seules copies sont désormais considérées comme disparues.